# Tarpa
Tarpa là một làng thuộc hạt Szabolcs-Szatmár-Bereg, Hungary. Làng này có diện tích 49,73 km², dân số năm 2010 là 2105 người, mật độ 42 người/km².